# Bolyó Károly
Bolyó Károly (Kunszentmiklós, 1832. október 18. – Budapest, 1906. október 14.) magyar orvos, ideg- és elmegyógyász, az elmebetegek budapesti országos intézetének főorvosa, egyetemi magántanár.

## Életpályája
Bolyó Sándor és Balog Julianna fiaként született Kunszentmiklóson. Orvosi tanulmányait a Pesti Királyi Tudományegyetemen végezte, ahol 1856-ban avatták orvosdoktorrá. 1857 és 1863 között Schwartzer Ferenc budai magán-elmegyógyintézetében működött mint segédorvos. Innen került ki a magyar elmeorvoslás számos jeles alakja, az országos tébolyda első orvosi karának egy része, a leendő intézetigazgatók, egyetemi tanárok kerültek ki. Itt indult Bolyó Károlyon kívül Laufenauer Károly, Lechner Károly és Niedermann Gyula pályafutása is. 1863-tól 1865-ig, elnyerve a Bene-féle száz arany összegű ösztöndíjat, meglátogatta Európa minden hírnevesebb elmegyógyintézetét. 1866-ban az elmegyógyászat magántanára lett, 1866-tól 1868-ig a Szent Rókus Kórház tébolydai osztályán mint rendelőorvos működött és 1868-ban a lipótmezői országos tébolyda főorvosává, 1899-ben az igazgatójává nevezték ki. A tébolydát jelentősen modernizálta, az ápoltak elzártságát csökkentette, közös foglalkoztatásukat szorgalmazta stb. 1882-től az országos közegészségügyi tanácsnak rendkívüli tagja volt. Az elmebetegségeket tudományos és társadalmi szempontokból tárgyaló dolgozatai hazai szaklapokban jelentek meg. 1906-ban hunyt el Budapest VI. kerületében.